# Kyebitembe
Kyebitembe ist ein ländlicher Bezirk (Ward) des Distriktes Muleba in der tansanischen Region Kagera.

## Geografie

### Lage
Kyebitembe liegt im Nordwesten von Tansania am Ostufer des Burigisees. Die Fläche des Bezirks beträgt 333,9 Quadratkilometer, bei der Volkszählung 2022 lebten 32.349 Menschen in 6772 Haushalten.

### Klima
Die Durchschnittstemperatur in Kyebitembe liegt bei 22,9 Grad Celsius, jährlich regnet es 1161 Millimeter.

## Gliederung
Der Bezirk besteht aus fünf Gemeinden (Mtaa) mit 26 Orten (Kitongoji):
| Kisana - Kisana/Ntebe - Bushilanga - Kabuhura - Nyamtundu - Butera | Nyamilanda - Nyamilanda A - Nyamilanda B - Katenga - Busingo - Kanazi - Kishoju - Nyakabingo | Kagasha - Kagasha A - Kagasha B - Kasharu - Kihima - Kituntu - Kyogoma | Bihata - Bihata - Kakindo - Kihanga - Kalinzi | Kasindaga - Kasindaga A - Nshanje - Rugando - Kasindaga B |

## Infrastruktur
- Bildung: Die Kanyeranyere Secondary school ist eine staatliche Tagesschule, die 2003 gegründet wurde. Sie bietet Ausbildung bis zur 4. Stufe an.[7]
- Gesundheit: Im Bezirk befinden sich zwei Apotheken, eine in Kyebitembe, eine in Nyamiranda. Diese versorgen die Bevölkerung mit Malaria-Diagnose und -Erstbehandlung, HIV-Pflege und -Behandlung, Mutter-Kind-Pflege und kleinen chirurgischen Eingriffen.[8][9]
- Straße: Durch den Osten des Bezirks verläuft die nicht asphaltierte Nationalstraße T4, die Bukoba im Norden mit Biharamulo im Süden verbindet.[10][2]